# Jeroen Meijers
Jeroen Meijers (Tilburg, 12 de gener de 1993) és un ciclista neerlandès, professional des del 2014 i actualment a l'equip Victoria Sports Pro Cycling Team. En el seu palmarès destaca el Tour de Taiwan del 2023.

## Palmarès
- 2013
  - Vencedor d'una etapa del Carpathia Couriers Path
- 2016
  - 1r a la Fletxa ardenesa
  - 1r al Kreiz Breizh Elites
- 2019
  - 1r al Tour de les Filipines i vencedor d'una etapa
  - 1r a la Volta a la Xina I i vencedor d'una etapa
  - Vencedor d'una etapa al Tour d'Indonèsia
- 2022
  - 1r al Gran Premi Erciyes
- 2023
  - 1r al Tour de Taiwan i vencedor d'una etapa
- 2024
  - 1r a l'Oita Urban Classic
  - Vencedor d'una etapa de la Belgrad-Banja Luka
- 2025
  - Vencedor d'una etapa del Tour de l'Ijen